# Абушахманов Ахтям Ахатович
Абушахма́нов Ахтя́м Аха́тович (*10 березня 1948, присілок Бурангулово) — башкирський актор, режисер, заслужений артист Башкирії (1972) та Росії (1989), народний артист Башкирії (1984), член Спілки театральних діячів Башкирії (1977).

## Життєпис
Ахтям Ахатович народився 10 березня 1948 року в присілку Бурангулово Абзеліловського району АРСР. 1967 року як талановитого учасника художньої самодіяльності його запрошено на 2 курс театрального відділення Уфимського училища мистецтв (клас Г. Г. Гілязева), по закінченню якого 1970 року став актором Башкирського академічного театру драми імені Мажита Гафурі. 1996 року закінчив Уфимський державний інститут мистецтв (клас Ф. К. Касімової).
Основні ролі:
- Паріс — «Ромео і Джульєтта» Вільяма Шекспіра
- Садрі — «Не забувай мене, сонце!» Азата Абдулліна
- Салават — «Салават. Сім сновидінь крізь дійсність» Мустая Каріма
- Сіла — «Не кидай вогонь, Прометей!» Мустая Каріма
- Ак'єгет — «В ніч місячного затемнення» Мустая Каріма
- Солдат — «Матері чекають на синів» Асхата Мірзагітова
- Карагул — «Карагул» Даута Юлтия
- Краснов — «Гріх та біда на кого не живе» Олександра Островського
- Коханець — «Їх четверо» Габріелі Запольської
- Карім Хакімов — «Червоний паша» Нажиба Асанбаєва

В 1989 році працював в Театрі юного глядача. Ролі:
- хан Тохтамиш — «Ідукай і Мурадим» Мухаметші Бурангулова
- Юсов — «Дохідне місце» Олександра Островського
- Отелло — «Отелло» Вільяма Шекспіра
- Кодар — «Легенда про кохання» Габіта Мусрепова

Там же поставив спектаклі «Чи троянда я?» за драмою А.Дільмухаметової (1990), «Клич курая» Наїля Гаїтбаєва (1992); на сцені башкирської трупи Театрального об'єднання міста Стерлітамака — «Башкир із Парижа» Булата Рафікова (1994). Абушахманов був режисером низки радіоспектаклів за творами башкирських письменників. В 1989–1997 роках працював в Національному молодіжному театрі Башкортостану, з 1999 року — представник правління Спілки театральних діячів Башкортостану, з 2001 року її секретар. Одночасно з 1996 року викладав в Уфимській державній академії мистецтв.
Знімався в кіно:
- Кайсар — «Срібний ріг Алатау» («Казахфільм», 1978)
- Сатлик — «Кінзя» («Баштелефільм», 1988)
- Хіммет — «Жовтовухий» («Баштелефільм», 1990)

Нагороджений Республіканською премією імені Салавата Юлаєва (1983).